# Diospyros abyssinica
O Diospyros abyssinica (também conhecido como dióspiro gigante, ou Kôforonto e Baforonto nas línguas locais faladas em partes do Mali, blidzo, blitcho, gblit∫o, blonyat∫o ou gblεt∫o em algumas línguas ganenses) é uma espécie de árvore da família Ebenaceae que é nativa da África Subsariana.

## Distribuição e descrição
Embora não seja uma espécie comum, o Diospyros abyssinica está muito difundido em África, desde a Guiné até à Eritreia, para sul até à área abrangida pela Flora Zambesiaca e Angola. A espécie é uma árvore de grande porte com uma copa relativamente esparsa e pouco ramificada. Tal como outros Diospyros, é uma espécie perene. As folhas são alternas, oblongo-elípticas e de cor verde-escura brilhante. A sua margem é inteira e frequentemente ondulada. As folhas jovens são nitidamente vermelhas. As flores são pequenas, crescem axilares e encontram-se solitárias ou em grupos de poucas flores. Têm uma cor branca-creme a amarela. O fruto é carnudo, esférico e apresenta-se numa copa lobulada. É de cor verde-amarelada, tornando-se negro-azulado quando maduro.

## Usos
Os frutos são consumidos por aves e vários mamíferos, e constituem uma parte importante da dieta de primatas e morcegos frugívoros. Não existem registos de consumo humano, mas é provável que o mesocarpo doce sob o epicarpo duro seja também consumido pela população local, como acontece com outras espécies africanas de Diospyros. Para além da utilização variada da sua madeira dura e moderadamente pesada, que não tem a cor escura e a elevada durabilidade de outras espécies de Diospyros, diz-se que a D. abyssinica tem propriedades medicinais. No entanto, foram efetuados poucos estudos sobre a utilização tradicional de D. abyssinica.
A árvore é considerada uma medicina tradicional pelo povo maliano da região de Sikasso e é utilizada para o tratamento de várias doenças. O centro de Dioïla utiliza a decoção das folhas contra a malária e a cicatrização de feridas, enquanto as raízes são utilizadas contra a disenteria. A extração da casca da raiz é atraente para os necrófagos, tendo sido encontrados cerca de 15 inibidores da lipoxigenase. A atração é causada pelo cheiro fenólico de bergenina e flavanol que a planta liberta. Também liberta ácido betulínico e lupeol da casca do caule. Todos estes compostos são utilizados como anti-inflamatórios e protegem as plantas de parasitas protozoários. As plantas também são eficazes contra a agregação de plaquetas sanguíneas e tumores murinos.